# 星川夏美
星川夏美（ほしかわなつみ　1990年5月4日）日本の女性タレント。東京都生まれ。

## 経歴
小学校3年生のころ声優のオーデションに合格するが辞退する。
高校生3年生、HRティーン雑誌でスナップデビューをする。SNS当時アメブロオフィシャルブログのPV数が一日平均100万PVあった。
役者として下積みを始めるが中々目が出ない為、yuutyuubを進められる。2014年動画投稿をしていたが、すぐに辞めた。
原宿の黄金時代ファッションチームのカメラマン、フクログのカメラマンとして活動をする。
星川夏美が入っていたファッションチームぐりーど。数あるファッションチームの中で群を抜いて人気があった。こんどうようぢ、とくいちょま、数々の著名人を発掘をする。
母親は山口良太「アニメ脚本家」山口亮太の従妹

## おもな作品
- 2008年赤い糸
- 2010年Q10
- 2011年Paradise Kiss
- 2012年　L et M わたしがあなたを愛する理由、そのほかの物語
- 2014年SHARK～2nd Season～

CM
- 「西友カッパ編」
- 「噛むんとニャンニャン　山田花子役」

舞台
- 「赤毛のアン」

雑誌
- 「HR」
- 「ラファーファ」

音楽
- 「嵐国立競技場コーラス隊・アラフェス」